# Halemadapura, Krishnarajpet
Halemadapura là một làng thuộc tehsil Krishnarajpet, huyện Mandya, bang Karnataka, Ấn Độ.